# Lingua puquina
Il Puquina è una lingua estinta un tempo parlata da un gruppo nativo nella zona del  lago Titicaca (Perù e Bolivia) e nel nord del Cile. Viene spesso associato con la civiltà di Tiwanaku.
Residui del Puquina possono essere trovati nel quechua e nello spagnolo parlati nel sud del Perù, principalmente a Arequipa, Moquegua e Tacna, così come in Bolivia. Anche all'interno della lingua kallawaya paiono esserci reminiscenze del Puquina, tanto che, alcuni studiosi ritengono che il Kallawaya potrebbe essere una lingua mista tra il Quechua ed il Puquina. (Kaufman (1990) trova questa proposta plausibile.)
Alcune teorie sostengono che il "Qhapaq Simi", il linguaggio criptico della nobiltà Inca  del Perù, fosse strettamente connesso al Puquina, mentre la "Runa Simi" la lingua del popolo, sarebbe correlato al quechua.
A volte il termine Puquina viene usato per la lingua uru, che però è una lingua differente.